# Giacomo Gualco
Giacomo Gualco (Serravalle Scrivia, 30 dicembre 1936 – Cadepiaggio, 6 novembre 2011) è stato un politico italiano.

## Biografia
Nato a Serravalle Scrivia in provincia di Alessandria nel 1936, dopo la licenza media superiore si trasferì a Genova dove lavorò come commercialista.
Entrato nella Democrazia Cristiana, divenne prima presidente della Regione Liguria dal 1990 al 1992 e poi parlamentare nell'XI legislatura. Nella DC fu legato a Paolo Emilio Taviani e alla corrente dorotea e quindi più moderata del partito. Finita la carriera da parlamentare ritornò a svolgere il suo lavoro di commercialista. Allo scioglimento della DC, aderì al CCD.
È morto a Cadepiaggio, Parodi Ligure (AL) nel 2011 all'età di 74 anni.